# Пристое
Пристое е село в Североизточна България.

## География
То се намира в община Каолиново, област Шумен. И на кръстопът между пътищата Шумен – Силистра и Русе – Варна.
- Шумен 52.8 km 50 min.
- Силистра 61.4 km 50 min.
- Русе109 km 1.45 min.
- Варна 114 km 1.35 min.

Землището и пасищата на селото граничат със землищата на селата Браничево, Гусла, Средковец, Духовец, Климент, Наум, Тъкач, гр. Каолиново кв. Боймир и Т. Икономово.

## История
Първоначлно селото било в местността Буранлар между сегашното гр. Коалиново и село. Пристое поради неизвестни причини се изселили в сегашното си седалище.
Историческото минало на селото се допира до Османската колония покрай селото има забелижетелни места като (местността САКСАН) в гората долна махала, в които се намират монети преди новата ера. Също така са известни местностите на 1-во йозче и 2-ро йозче. Селото е известно с новата история на България с майските събития през 1989 против тоталитарния режим на комунизма.

## Население
Численост на населението според преброяванията през годините:
| \| Година на преброяване \| Численост \| \| --------------------- \| --------- \| \| 1934 \| 1149 \| \| 1946 \| 1410 \| \| 1956 \| 1521 \| \| 1965 \| 1736 \| \| 1975 \| 1638 \| \| 1985 \| 1747 \| \| 1992 \| 1052 \| \| 2001 \| 1004 \| \| 2011 \| 977 \| \| 2021 \| 853 \| |           |
| Година на преброяване | Численост |
| 1934 | 1149      |
| 1946 | 1410      |
| 1956 | 1521      |
| 1965 | 1736      |
| 1975 | 1638      |
| 1985 | 1747      |
| 1992 | 1052      |
| 2001 | 1004      |
| 2011 | 977       |
| 2021 | 853       |

### Етнически състав

#### Преброяване на населението през 2011 г.
Численост и дял на етническите групи според преброяването на населението през 2011 г.:
|                     | Численост | Дял (в %) |
| Общо                | 977       | 100.00    |
| Българи             | 15        | 1.53      |
| Турци               | 917       | 93.85     |
| Цигани              | 28        | 2.86      |
| Други               | –         | –         |
| Не се самоопределят | 10        | 1.02      |
| Неотговорили        | 7         | 0.71      |

## Културни и редовни събития
Редовно в селото се почитат както официалните празници, като двата байрамски празника – съответно Рамазан Байрам и Курбан Байрам, които нямат точно определена дата, а са променливи според религиозния календар.
Всяка година през месец май се честват Възпоменателните събития от 1989 година с конни надбягвания и народни борби със съдействието на Централното управление на ДПС гр София, Областното управление на ДПС гр. Шумен, Общинското управление на ДПС гр. Каолиново и Община гр. Каолиново.
Изселниците от селото също празнуват в Р.Турция с подкрепата на  „АСОЦИАЦИЯ ДОВЕРИЕ ПРИСТОЕ“ с организатора Хаяти Кязим Исмаил (Хаяти Башкан), който е родом селото. Към асоциацията се присъединиха изселниците от съседните села Гусла и Средковец.
В селото има основно училище, детска градина, сграда на бившето ТКЗС, две джамии долна махала и горна махала, две гробища българско и турско, водоем, бензиностанция Предел, парк, здравна служба, хлебопекарна фурна която не роботи, бивши магазини на РПК, кметство, сватбена зала, читалище в кметството, два гьола в долната махала и гьола „Тополите“ в горната махала. Селото има голяма площ на пасища и две гори и подземни находища на каолин.
Също така има и две римски гробища голямото йю и малкота йю.
Селото има голям футболен стадион на ФК ПОБЕДА Пристое.

## Личности
- Емрулах Ефенди един от основателите и директор на духовното училище – НЮВАБ гр. Шумен.
- Сюлейман Баки общински кмет гр. Каолиново зам.кмет гр. Шумен управител на Комерциална банка гр. Шумен.
- Фердание Бекирова учителка и директор на ОУ.Хр Смирненски и общинска кметица гр. Каолиново.
- Хаяти Башкан организатор в  „АСОЦИАЦИЯ ДОВЕРИЕ ПРИСТОЕ“ и управител в международна туристическа агенция в Р.Турция. Критик политолог независим и не членува в никоя политическа партия. Член на Международната лозаро-винарска организация (OİV).